# Clavus acuminata
Clavus acuminata é uma espécie de gastrópode do gênero Clavus, pertencente a família Drilliidae.